# Championnat de Grèce de football 1975-1976
Navigation
Saison précédente Saison suivante
La saison 1975-1976 du Championnat de Grèce de football était la 28e édition de la première division grecque.
Lors de cette saison, l'Olympiakos, triple tenant, a tenté de conserver son titre de champion de Grèce face aux quinze meilleurs clubs grecs lors d'une série de matchs se déroulant sur toute l'année.
Les seize clubs participants au championnat ont été confrontés à deux reprises aux quinze autres. Ce système sera encore une fois modifié la saison suivante, puisque 18 clubs participeront au championnat élite. Pour obtenir ce total, il n'y aura pas de relégation en Beta Ethniki tandis que les deux premiers de deuxième division seront promus.
À l'issue de la saison, le PAOK Salonique termine en tête du championnat et remporte pour la première fois de son histoire le titre de champion de Grèce.

## Qualifications en Coupe d'Europe
À l'issue de la saison, le club champion se qualifie pour la Coupe d'Europe des clubs champions 1976-77. Le vainqueur de la Coupe de Grèce est quant à lui qualifié pour la Coupe d'Europe des vainqueurs de coupe 1976-77. Enfin, les clubs classés 2e et 3e à l'issue de la saison se qualifient pour la Coupe UEFA 1976-1977 (Si le vainqueur de la Coupe finit à une de ces 2 places, c'est le club classé 4e qui se qualifie pour cette compétition).

## Les 16 clubs participants
| Club                  | Classement 1974-75 | Stade                   | Capacité | Ville         |
| --------------------- | ------------------ | ----------------------- | -------- | ------------- |
| AEK Athènes           | 2                  | Stade Olympique         | 71 030   | Athènes       |
| Apollon Smyrnis       | Beta Ethniki       | Stade Georgios Kamaras  | 14 200   | Athènes       |
| Aris Salonique        | 6                  | Harilaou Stadion        | 18 308   | Salonique     |
| Atromitos FC          | 13                 | Stade de Peristeri      | 10 200   | Peristeri     |
| Ethnikos Piraeus      | 4                  | Elliniko Stadium        | 10 800   | Le Pirée      |
| PAS Giannina          | 9                  | Stade Zosimades         | 7 500    | Ioannina      |
| Iraklis Thessalonique | 8                  | Stade Kaftantzoglio     | 28 000   | Thessalonique |
| PAE Kastoria          | 11                 | Stade de Kastoria       | 8 000    | Kastoria      |
| Olympiakos Le Pirée   | 1                  | Stade Karaiskaki        | 33 334   | Le Pirée      |
| Panachaiki            | 7                  | Stade Pampeloponnisiako | 23 588   | Patras        |
| Panathinaikos         | 5                  | Stade Olympique         | 71 030   | Athènes       |
| Panetolikos           | Beta Ethniki       | Stade du Panetolikos    | 5 500    | Agrinion      |
| Panionios             | 10                 | Stade Nea Smyrnis       | 11 700   | Athènes       |
| Panserraikos FC       | 12                 | Stade de Serres         | 9 500    | Serrès        |
| PAOK Salonique        | 3                  | Stade de Toúmba         | 28 701   | Thessalonique |
| Pierikos              | Beta Ethniki       | Stade de Katerini       | 6 200    | Katerini      |

## Compétition

### Classement
Le barème de points servant à établir le classement se décompose ainsi :
- Victoire : 2 points
- Match nul : 1 point
- Défaite, forfait ou abandon du match  : 0 point

| Rang | Équipe                | Pts | J  | G  | N  | P  | Bp | Bc | Diff |
| ---- | --------------------- | --- | -- | -- | -- | -- | -- | -- | ---- |
| 1    | PAOK Salonique        | 49  | 30 | 21 | 7  | 2  | 60 | 17 | +43  |
| 2    | AEK Athènes           | 44  | 30 | 18 | 8  | 4  | 57 | 18 | +39  |
| 3    | Olympiakos (T)        | 41  | 30 | 16 | 9  | 5  | 48 | 28 | +20  |
| 4    | Panathinaikos         | 38  | 30 | 14 | 10 | 6  | 47 | 28 | +19  |
| 5    | PAS Giannina          | 36  | 30 | 15 | 6  | 9  | 40 | 33 | +7   |
| 6    | Aris Salonique        | 35  | 30 | 13 | 9  | 8  | 50 | 27 | +23  |
| 7    | Ethnikos Piraeus      | 32  | 30 | 12 | 8  | 10 | 43 | 39 | +4   |
| 8    | Iraklis Salonique (C) | 27  | 30 | 9  | 9  | 12 | 33 | 39 | -6   |
| 9    | Atromitos FC -3       | 26  | 30 | 9  | 11 | 10 | 27 | 33 | -6   |
| 10   | Panachaiki            | 25  | 30 | 7  | 11 | 12 | 22 | 35 | -13  |
| 11   | Pierikos (P)          | 23  | 30 | 5  | 13 | 12 | 26 | 38 | -12  |
| 12   | Panionios             | 22  | 30 | 5  | 12 | 13 | 15 | 36 | -21  |
| 13   | PAE Kastoria          | 22  | 30 | 4  | 14 | 12 | 21 | 45 | -24  |
| 14   | Apollon Smyrnis (P)   | 21  | 30 | 6  | 9  | 15 | 26 | 49 | -23  |
| 15   | Panetolikos (P)       | 19  | 30 | 3  | 13 | 14 | 17 | 41 | -24  |
| 16   | Panserraikos          | 17  | 30 | 5  | 7  | 18 | 21 | 47 | -26  |

| Légende : Qualifications et relégations | Légende : Qualifications et relégations                                                                        |
| --------------------------------------- | --- |
|                                         | Coupe d'Europe des Clubs champions 1976-1977                                                                   |
|                                         | Coupe d'Europe des vainqueurs de coupe 1976-1977                                                               |
|                                         | Coupe UEFA 1976-1977                                                                                           |
|                                         | (T) : Tenant du titre 1974-1975 (C) : Vainqueurs de la Coupe de Grèce de football (P) : Promus de Beta Ethniki |

- Atromitos FC a reçu une pénalité de 3 points.

### Matchs
| Résultats (▼dom., ►ext.)                                   | AEK | ApS | Ari | Atr | Eth | Ira | Kas | Oly | Pch | Pan | Ptk | Pnn | Pns | PAO | Gia | Pie |
| AEK Athènes                                                |     | 3-1 | 2-1 | 5-1 | 1-0 | 1-0 | 4-0 | 1-1 | 5-1 | 0-1 | 4-0 | 2-0 | 4-0 | 0-0 | 1-0 | 5-0 |
| Apollon Smyrnis                                            | 2-2 |     | 0-1 | 0-0 | 1-1 | 1-0 | 2-0 | 1-2 | 1-1 | 1-0 | 0-0 | 2-1 | 4-1 | 0-1 | 1-1 | 3-0 |
| Aris Salonique                                             | 1-0 | 6-0 |     | 2-0 | 1-1 | 1-0 | 5-1 | 0-0 | 3-0 | 1-1 | 6-1 | 1-0 | 1-0 | 0-0 | 4-0 | 2-0 |
| Atromitos FC                                               | 0-0 | 1-1 | 2-1 |     | 1-1 | 2-0 | 1-0 | 0-1 | 0-0 | 1-3 | 0-0 | 0-0 | 1-0 | 0-1 | 3-0 | 1-0 |
| Ethnikos Piraeus                                           | 3-4 | 3-0 | 2-1 | 0-2 |     | 2-0 | 2-0 | 2-2 | 2-1 | 2-0 | 2-0 | 4-1 | 3-0 | 0-4 | 0-0 | 2-0 |
| Iraklis Salonique                                          | 0-1 | 2-0 | 2-2 | 1-1 | 6-1 |     | 2-1 | 0-0 | 0-0 | 1-3 | 1-0 | 2-1 | 1-0 | 1-3 | 1-0 | 3-2 |
| PAE Kastoria                                               | 0-0 | 1-1 | 1-0 | 1-0 | 1-1 | 1-1 |     | 1-1 | 1-0 | 0-0 | 2-2 | 1-1 | 4-1 | 2-2 | 1-1 | 1-1 |
| Olympiakos                                                 | 0-2 | 6-0 | 2-1 | 2-1 | 0-2 | 2-0 | 2-0 |     | 1-0 | 4-2 | 4-1 | 3-0 | 3-1 | 0-4 | 5-1 | 1-0 |
| Panachaiki                                                 | 0-3 | 4-2 | 1-1 | 2-0 | 2-0 | 1-2 | 2-0 | 1-1 |     | 0-0 | 0-0 | 0-0 | 1-0 | 0-3 | 2-0 | 1-1 |
| Panathinaikos                                              | 2-2 | 2-1 | 2-0 | 2-0 | 3-0 | 1-1 | 3-0 | 0-0 | 2-1 |     | 1-1 | 1-0 | 3-1 | 1-1 | 6-1 | 1-1 |
| Panetolikos                                                | 1-3 | 1-0 | 2-2 | 0-0 | 1-1 | 3-1 | 0-0 | 0-1 | 0-0 | 2-3 |     | 0-1 | 1-0 | 0-2 | 0-1 | 0-0 |
| Panionios                                                  | 0-2 | 1-0 | 1-0 | 1-1 | 1-1 | 1-1 | 0-0 | 0-0 | 0-0 | 0-2 | 1-0 |     | 2-0 | 0-4 | 0-0 | 0-0 |
| Panserraikos                                               | 0-0 | 1-1 | 1-1 | 2-3 | 1-4 | 2-1 | 3-0 | 0-0 | 0-1 | 1-0 | 0-0 | 3-1 |     | 0-1 | 0-0 | 2-0 |
| PAOK Salonique                                             | 1-0 | 3-0 | 2-2 | 1-2 | 1-0 | 2-2 | 3-0 | 3-1 | 2-0 | 3-1 | 4-1 | 4-0 | 1-0 |     | 1-0 | 1-1 |
| PAS Giannina                                               | 2-0 | 2-0 | 2-0 | 3-0 | 3-1 | 0-0 | 3-0 | 3-0 | 3-0 | 2-1 | 1-0 | 2-1 | 5-1 | 2-0 |     | 2-1 |
| Pierikos                                                   | 0-0 | 2-0 | 1-3 | 3-3 | 1-0 | 4-1 | 1-1 | 1-3 | 2-0 | 0-0 | 0-0 | 0-0 | 0-0 | 1-2 | 3-0 |     |
| - Victoire à domicile - Match nul - Victoire à l'extérieur |     |     |     |     |     |     |     |     |     |     |     |     |     |     |     |     |

## Bilan de la saison
| Tableau d'Honneur                |                   |
| Compétition                      | Vainqueur         |
| Championnat de Grèce de football | PAOK Salonique    |
| Coupe de Grèce de football       | Iraklis Salonique |

| Qualifications européennes 1976-1977             |                        |
| Coupe d'Europe des Clubs champions 1976-1977     | Qualifié               |
| 1er tour                                         | PAOK Salonique         |
| Coupe d'Europe des vainqueurs de Coupe 1976-1977 | Qualifié               |
| 1er tour                                         | Iraklis Salonique      |
| Coupe UEFA 1976-1977                             | Qualifiés              |
| 1er tour                                         | AEK Athènes Olympiakos |

| Promotions et relégations |                                        |
| Relégués en Beta Ethniki  | Pas de relégation (Passage à 18 clubs) |
| Promus de Beta Ethniki    | OFI Crete AO Kavala                    |

## Statistiques

### Meilleurs buteurs
| # | Buteurs             | Clubs            | Nb de Buts |
| - | ------------------- | ---------------- | ---------- |
| 1 | Yorgos Dedes        | AEK Athènes      | 15         |
| 2 | Giorgios Koudas     | PAOK Salonique   | 14         |
| 3 | Ntinos Mballis      | Aris Salonique   | 13         |
| 3 | Tótis Fylakoúris    | Ethnikos Piraeus | 13         |
| 4 | Kóstas Eleftherákis | Panathinaikos    | 12         |